# Dubai Tennis Championships 2019
Dubai Tennis Championships 2019 (còn được biết đến với Dubai Duty Free Tennis Championships vì lý do tài trợ) là một giải quần vợt ATP World Tour 500 của ATP Tour 2019 và của WTA Premier của WTA Tour 2019. Cả hai sự kiện đều được diễn ra tại Aviation Club Tennis Centre ở Dubai, Các Tiểu vương quốc Ả Rập Thống nhất. Giải nữ sẽ diễn ra từ ngày 17 đến ngày 23 tháng 2, và giải nam diễn ra từ ngày 25 tháng 2 đến ngày 2 tháng 3.

## Điểm và tiền thưởng

### Phân phối điểm
| Sự kiện | VĐ  | CK  | BK  | TK  | 1/16 | 1/32 | 1/56 | Q  | Q2 | Q1 |
| Đơn nam | 500 | 300 | 180 | 90  | 45   | 0    | —    | 20 | 10 | 0  |
| Đôi nam | 500 | 300 | 180 | 90  | 0    | —    | —    | 45 | 25 | 0  |
| Đơn nữ  | 900 | 585 | 350 | 190 | 105  | 60   | 1    | 30 | 20 | 1  |
| Đôi nữ  | 900 | 585 | 350 | 190 | 105  | 1    | —    | —  | —  | —  |

### Tiền thưởng
| Sự kiện  | VĐ       | CK       | BK       | TK      | 1/16    | 1/32    | 1/56   | Q2     | Q1     |
| Đơn nam  | $523,330 | $256,565 | $129,100 | $65,655 | $34,100 | $17,980 | —      | $3,980 | $2,030 |
| Đôi nam* | $157,570 | $77,140  | $38,690  | $19,860 | $10,270 | —       | —      | —      | —      |
| Đơn nữ   | $520,615 | $260,310 | $130,030 | $59,960 | $29,695 | $15,240 | $7,835 | $4,360 | $2,245 |
| Đôi nữ*  | $148,845 | $75,310  | $37,275  | $18,765 | $9,510  | $4,695  | —      | —      | —      |

*mỗi đội

## Nội dung đơn ATP

### Hạt giống
| Quốc gia | Tay vợt            | Xếp hạng1 | Hạt giống |
| -------- | ------------------ | --------- | --------- |
| JPN      | Kei Nishikori      | 6         | 1         |
| SUI      | Roger Federer      | 7         | 2         |
| CRO      | Marin Čilić        | 10        | 3         |
| RUS      | Karen Khachanov    | 11        | 4         |
| GRE      | Stefanos Tsitsipas | 12        | 5         |
| CRO      | Borna Ćorić        | 13        | 6         |
| CAN      | Milos Raonic       | 14        | 7         |
| RUS      | Daniil Medvedev    | 15        | 8         |

- Bảng xếp hạng vào ngày 18 tháng 2 năm 2019.

### Vận động viên khác
Đặc cách:
- Marcos Baghdatis
- Ramkumar Ramanathan
- Mohamed Safwat

Vượt qua vòng loại:
- Ričardas Berankis
- Thomas Fabbiano
- Egor Gerasimov
- Corentin Moutet

Thua cuộc may mắn:
- Ilya Ivashka
- Jiří Veselý

### Rút lui
- Aljaž Bedene → thay thế bởi  Ilya Ivashka
- Chung Hyeon → thay thế bởi  Benoît Paire
- Pierre-Hugues Herbert → thay thế bởi  Denis Kudla
- Mikhail Kukushkin → thay thế bởi  Jiří Veselý
- Andy Murray → thay thế bởi  Robin Haase

## Nội dung đôi ATP

### Hạt giống
| Quốc gia | Tay vợt        | Quốc gia | Tay vợt       | Xếp hạng1 | Hạt giống |
| -------- | -------------- | -------- | ------------- | --------- | --------- |
| AUT      | Oliver Marach  | CRO      | Mate Pavić    | 16        | 1         |
| RSA      | Raven Klaasen  | NZL      | Michael Venus | 26        | 2         |
| FIN      | Henri Kontinen | AUS      | John Peers    | 35        | 3         |
| Hoa Kỳ   | Rajeev Ram     | GBR      | Joe Salisbury | 45        | 4         |

- Bảng xếp hạng vào ngày 18 tháng 2 năm 2019.

### Vận động viên khác
Đặc cách:
- Leander Paes /  Benoît Paire
- Jürgen Melzer /  Nenad Zimonjić

Vượt qua vòng loại:
- Jeevan Nedunchezhiyan /  Purav Raja

## Nội dung đơn WTA

### Hạt giống
| Quốc gia | Tay vợt              | Xếp hạng1 | Hạt giống |
| -------- | -------------------- | --------- | --------- |
| JPN      | Naomi Osaka          | 1         | 1         |
| CZE      | Petra Kvitová        | 2         | 2         |
| ROU      | Simona Halep         | 3         | 3         |
| CZE      | Karolína Plíšková    | 5         | 4         |
| GER      | Angelique Kerber     | 6         | 5         |
| UKR      | Elina Svitolina      | 7         | 6         |
| NED      | Kiki Bertens         | 8         | 7         |
| BLR      | Aryna Sabalenka      | 9         | 8         |
| DEN      | Caroline Wozniacki   | 10        | 9         |
| LAT      | Anastasija Sevastova | 12        | 10        |
| RUS      | Daria Kasatkina      | 14        | 11        |
| ESP      | Garbiñe Muguruza     | 15        | 12        |
| GER      | Julia Görges         | 16        | 13        |
| FRA      | Caroline Garcia      | 19        | 14        |
| EST      | Anett Kontaveit      | 20        | 15        |
| BEL      | Elise Mertens        | 21        | 16        |

- Bảng xếp hạng vào ngày 11 tháng 2 năm 2019.

### Vận động viên khác
Đặc cách:
- Fatma Al-Nabhani
- Eugenie Bouchard
- Sara Errani
- Samantha Stosur

Vượt qua vòng loại:
- Lara Arruabarrena
- Jennifer Brady
- Zarina Diyas
- Magdalena Fręch
- Lucie Hradecká
- Ivana Jorović
- Bernarda Pera
- Zhu Lin

Thua cuộc may mắn:
- Polona Hercog
- Dalila Jakupović
- Stefanie Vögele

### Rút lui
Trước giải đấu
- Ashleigh Barty → thay thế bởi  Ons Jabeur
- Danielle Collins → thay thế bởi  Ekaterina Makarova
- Camila Giorgi → thay thế bởi  Dalila Jakupović
- Madison Keys → thay thế bởi  Dayana Yastremska
- Maria Sakkari → thay thế bởi  Tímea Babos
- Samantha Stosur → thay thế bởi  Stefanie Vögele
- Wang Qiang → thay thế bởi  Vera Lapko
- Caroline Wozniacki → thay thế bởi  Polona Hercog

### Bỏ cuộc
- Ons Jabeur (chấn thương vai phải)
- Yulia Putintseva (chấn thương lưng thấp)

## Nội dung đôi WTA

### Hạt giống
| Quốc gia | Tay vợt             | Quốc gia | Tay vợt             | Xếp hạng1 | Hạt giống |
| -------- | ------------------- | -------- | ------------------- | --------- | --------- |
| HUN      | Tímea Babos         | FRA      | Kristina Mladenovic | 6         | 1         |
| Hoa Kỳ   | Nicole Melichar     | CZE      | Květa Peschke       | 24        | 2         |
| TPE      | Hsieh Su-wei        | CZE      | Barbora Strýcová    | 27        | 3         |
| CAN      | Gabriela Dabrowski  | CHN      | Xu Yifan            | 28        | 4         |
| AUS      | Samantha Stosur     | CHN      | Zhang Shuai         | 33        | 5         |
| LAT      | Jeļena Ostapenko    | CZE      | Kateřina Siniaková  | 38        | 6         |
| CZE      | Lucie Hradecká      | RUS      | Ekaterina Makarova  | 38        | 7         |
| GER      | Anna-Lena Grönefeld | NED      | Demi Schuurs        | 40        | 8         |
| TPE      | Chan Hao-ching      | TPE      | Latisha Chan        | 41        | 9         |

- Bảng xếp hạng vào ngày 11 tháng 2 năm 2019.

### Vận động viên khác
Đặc cách:
- Julia Elbaba  /  Alena Fomina
- Sarah Beth Grey  /  Eden Silva

Thay thế:
- Eugenie Bouchard  /  Sofia Kenin
- Prarthana Thombare /  Eva Wacanno

### Rút lui
Trước giải đấu
- Elise Mertens (chấn thương hông trái)
- Anastasija Sevastova (chấn thương lưng thấp)
- Samantha Stosur (lý do cá nhân)

Trong giải đấu
- Eugenie Bouchard (chấn thương bụng trái)
- Ons Jabeur (chấn thương vai phải)

## Nhà vô địch

### Đơn nam
- Roger Federer đánh bại  Stefanos Tsitsipas, 6–4, 6–4

### Đơn nữ
- Belinda Bencic đánh bại  Petra Kvitová, 6–3, 1–6, 6–2

### Đôi nam
- Rajeev Ram /  Joe Salisbury đánh bại  Ben McLachlan /  Jan-Lennard Struff, 7–6(7–4), 6–3

### Đôi nữ
- Hsieh Su-wei /  Barbora Strýcová đánh bại  Lucie Hradecká /  Ekaterina Makarova, 6–4, 6–4